# Corythalia binotata
Corythalia binotata là một loài nhện trong họ Salticidae.
Loài này thuộc chi Corythalia. Corythalia binotata được Frederick Octavius Pickard-Cambridge miêu tả năm 1901.